# وسکور
وسکور (به فرانسوی: Vescours) یک کمون در فرانسه است که در Canton of Saint-Trivier-de-Courtes واقع شده‌است.

## خصوصیات
وسکور ۱۲٫۴۸ کیلومترمربع مساحت و ۱۹۹ نفر جمعیت دارد و ۲۱۲ متر بالاتر از سطح دریا واقع شده‌است.